# Gaoweizhuang
Gaoweizhuang (kinesiska: 高韦庄镇, 高韦庄) är en köping i Kina. Den ligger i provinsen Shandong, i den östra delen av landet, omkring 250 kilometer sydväst om provinshuvudstaden Jinan. Antalet invånare är 37750. Befolkningen består av 18 746 kvinnor och 19 004 män. Barn under 15 år utgör 20,0 %, vuxna 15-64 år 69 %, och äldre över 65 år 10,0 %.
Genomsnittlig årsnederbörd är 778 millimeter. Den regnigaste månaden är juli, med i genomsnitt 192 mm nederbörd, och den torraste är januari, med 6 mm nederbörd.